# Hyporhagus cicatricosus
Hyporhagus cicatricosus es una especie de coleóptero de la familia Monommatidae.

## Distribución geográfica
Habita en La Española y Santo Domingo.